# Saint-Clément (Corrèze)
Saint-Clément – miejscowość i gmina we Francji, w regionie Nowa Akwitania, w departamencie Corrèze.
Według danych na rok 1990 gminę zamieszkiwało 908 osób, a gęstość zaludnienia wynosiła 34 osoby/km² (wśród 747 gmin Limousin Saint-Clément plasuje się na 142. miejscu pod względem liczby ludności, natomiast pod względem powierzchni na miejscu 211.).